# Anđelija Stojanović
Pour les articles homonymes, voir Stojanović.
Anđelija Stojanović (née le 12 novembre 1987) est une joueuse d'échecs serbe qui détient le titre de Grand maître international féminin depuis 2007 et entraineur FIDE  depuis 2015. Elle a été plusieurs fois vainqueur du championnat d'échecs féminin serbe (2007, 2008, 2010).

## Championnats jeunes
Anđelija Stojanović a joué pour la Yougoslavie lors des championnats d'Europe d'échecs  par équipe féminins de moins de 18 ans :
- En 2000, au deuxième échiquier lors du 1er Championnat d'Europe d'échecs par équipes des moins de 18 ans (filles) à Balatonlelle, en Hongrie (+0, = 1, -2),
- En 2003, au deuxième échiquier lors du 4e Championnat d'Europe d'échecs par équipes des moins de 18 ans (filles) à Balatonlelle (+1, = 2, -1) et a remporté la médaille d'argent par équipe,
- En 2004, au deuxième échiquier lors du 5e Championnat d'Europe d'échecs par équipes des moins de 18 ans (filles) à Belgrade,en Serbie (+3, = 0, -1) et a remporté des médailles d'or par équipe et de bronze individuelles.

## Championnats nationaux
Anđelija Stojanović possède un palmarès important lors des championnats d'échecs féminins serbes, dans lesquels elle a remporté trois médailles d'or (2007, 2008, 2010) et deux d'argent (2011, 2012).

## Olympiades d'échecs
Andjelija Stojanović a joué pour la Serbie lors des Olympiades d'échecs féminines :
- En 2008, au troisième  échiquier de la 38e Olympiade d'échecs (femmes) à Dresde, en Allemagne (4 victoires (+), = 7 nuls (=), zéro défaite (-) ),
- En 2010, troisième échiquier lors de la 39e Olympiade d'échecs (femmes) à Khanty-Mansiysk, en Russie (+6, = 3, -2),
- En 2012, au troisième échiquier lors de la 40e Olympiade d'échecs (femmes) à Istanbul, en Turquie (+4, = 4, -2),
- En 2014, troisième échiquier lors de la 41e Olympiade d'échecs (femmes) à Tromsø, en Norvège (+3, = 3, -4).

## Championnat d'Europe féminin par équipe
Andjelija Stojanović a joué pour la Serbie dans les Championnats d'Europe par équipes féminines:
- En 2007, au quatrième échiquier lors du 7e Championnat d'Europe d'échecs par équipe (femmes) à Héraklion, en Grèce (4 victoires (+), 2 matchs nuls (=), 2 défaites (-) ),
- En 2009, au troisième échiquier du 8e Championnat d'Europe d'échecs par équipe à Novi Sad (+3, = 2, -2),
- En 2011, au troisième échiquier lors du 9e Championnat d'Europe d'échecs par équipe (femmes) à Porto Carras, en Grèce (+3, = 3, -1),
- En 2013, au quatrième échiquier lors du 10e Championnat d'Europe d'échecs par équipe (femmes) à Varsovie, en Pologne (+1, = 4, -1),
- En 2015, au premier échiquier lors du 11e Championnat d'Europe d'échecs par équipe (femmes) à Reykjavik, en Islande (+1, = 3, -3).

## Titres
En 2006, Anđelija Stojanović a reçu le titre de FIDE Maître international féminin (MIF) et en 2007, celui de grand maître féminin (GMF). 
En 2015, elle est devenue entraineur FIDE.